# Esquerda Republicana Occitana
A Esquerda Republicana Occitana (em occitano:  Esquèrra Republicana Occitana) é um partido político da Comarca do Vale de Aran na Catalunha. Fundada em 2008, é na prática a secção local da Esquerda Republicana da Catalunha, sendo liderado por Jusèp Loís Sans Socasau.
Um dos seus objetivos principais é romper com o bipartidarismo da Convergência Democrática Aranesa (CDA, alinhada com a Convergência Democrática da Catalunha) e da Unidade de Aran (UA, alinhada com o Partido dos Socialistas da Catalunha). O partido se autodefine como um partido occitanista e de esquerda que luta pela independência da Catalunha e dos povos.
A secção juvenil da ERA chama-se Joenessa de Esquerra Republicana Occitana (JERÒC, Jóvenes de Izquierda Republicana Occitana em castelhano) e é dirigida por Pep Casasayas.